# Domanin (stacja kolejowa)
Domanin – stacja kolejowa w Domaninie na linii kolejowej nr 272, w województwie wielkopolskim, w Polsce.

## Ruch pasażerski
| Rok  | Wymiana pasażerska na dobę |
| ---- | -------------------------- |
| 2017 | 10-19                      |
| 2022 | 0-9                        |